# 元山站 (江原道)
元山站（朝鲜语：／ Wŏnsan yŏk */?）是位于朝鮮民主主義人民共和國江原道元山市的一個鐵路車站，属于江原线。本站的早期站舍由日本设计，外观为西式建筑风格，不过在朝鲜战争期间被摧毁，目前的车站是在朝鲜战争结束后重新选址建成的。

## 邻近车站
- 江原线

三路站 - 元山站 - 葛麻站